# Enesidem
|  | No s'ha de confondre amb Enesidem de Leontins. |

Enesidem (en grec antic: Ainesidemos Αἰνησίδημος, en llatí: Aenesidemus) va ser un cèlebre filòsof escèptic nascut segons Diògenes Laerci a Cnossos a Creta i segons Foci a Eges.
Probablement va viure al segle i aC i començament del segle i. Va ensenyar a Alexandria poc després de la mort de Ciceró. La seva vida personal no es coneix gaire, però sí la seva filosofia. Va ser probablement membre de l'Acadèmia platònica, però la va abandonar i va defensar la teoria del pensament suspès, seguint els ensenyaments de Pirró i Timó. La seva escola es coneix com a defensora del pirronisme i també com a tercera escola escèptica.
Va escriure una obra en vuit llibres coneguda com a Discursos pirrònics que s'ha conservat mercès al resum que en va fer el patriarca Foci I de Constantinoble, on Enesidem explicava la seva filosofia mitjançant deu trops.